# غاستون كامارا
غاستون كامارا ((بالإنجليزية: Gaston Camara)‏؛ مواليد 31 مارس 1996) لاعب كرة قدم غيني يلعب حالياً مع نادي إنتر ميلان الإيطالي في مركز الجناح.

## روابط خارجية
- غاستون كامارا على موقع قاعدة بيانات كرة القدم.إي يو (الإنجليزية)
- غاستون كامارا على موقع Soccerway.com (الإنجليزية)
- غاستون كامارا على موقع عالم كرة القدم.نت (الإنجليزية)
- غاستون كامارا على موقع AS.com (الإسبانية)